# 利尼耶
利尼耶（法語：Liniers，法語發音：[linje]）是法国新阿基坦大区维埃纳省的一个市镇，属于普瓦捷区。

## 地理
利尼耶（46°36'37"N, 0°32'11"E）面积16.19 平方千米，位于法国新阿基坦大区维埃纳省，该省份为法国中西部省份，北起曼恩-卢瓦尔省和安德尔-卢瓦尔省，西接德塞夫勒省，南至夏朗德省，东南接上维埃纳省，东临安德尔省。
与利尼耶接壤的市镇（或旧市镇、城区）包括：比纽、博讷、拉沙佩勒穆利耶尔、拉武、蒙塔米塞。

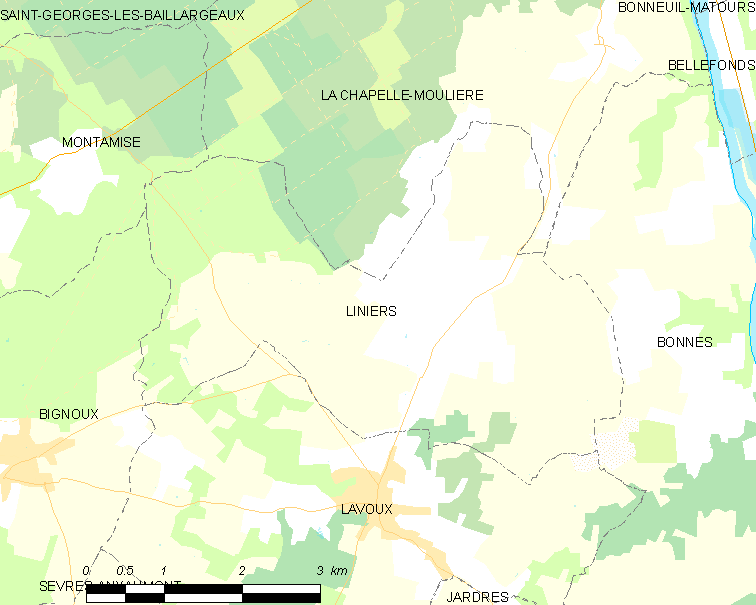
利尼耶的OSM定位图

利尼耶的时区为UTC+01:00、UTC+02:00（夏令时）。

## 行政
利尼耶的邮政编码为86800，INSEE市镇编码为86135。

## 政治
利尼耶所属的省级选区为普瓦图地区沙斯讷伊县。

## 人口

1962-2008年间利尼耶人口变化图示

利尼耶于2022年1月1日时的人口数量为586人。